# Национални либерализам
Национални либерализам је политичка идеологија и огранак либерализма, која обједињује либерална политичка становишта са елементима национализма. Кроз историју, национални либерализам се такође користио у истом значењу као и конзервативни либерализам (десничарски либерализам).
Низ „национално-либералних“ политичких партија, било по идеологији или само по имену, био је посебно активан у Европи у 19. веку у неколико држава централне Европе, нордијским земљама и Југоисточној Европи.

## Дефиниција
Национални либерализам је првенствено био заступљен у 19. веку, а главни циљеви те идеологије јесу тежња за индивидуалном и економском слободом, као и за националним суверенитетом. Јозеф Антал, први пост-комунистички председник владе Мађарске, је описао национални либерализам као "део настанка националне државе" у Европи у 19. веку.
Према Оскару Мелују, у југоисточној Европи "национал-либерали су такође имали видљиву централну улогу, али са прилично другачијим и специфичним карактеристикама, које су из у знатној мери разликовале од њихових средњоевропских колега". Мајкл Линд карактерише национални либерализам као спој "умереног друштвеног конзервативизма и умереног економског либерализма".

## Историја
Идеологија националног либерализма је била популарна у Европским државама као што су Немачка, Аустрија, Данска, Шведска, Финска, и Румунија, током 19. века.

### Немачка
У Немачкој током 19. века, национални либерали су се разликовали од грађанских националиста утолико што су подржавали присутност веће ауторитативности у Европи и снажно Немачко царство. Грађански националисти, какав је био Макс Вебер, прихватили су идеју демократске Немачке која би сарађивала са другим европским силама. Такође, током 19. и 20. века, Национално-либерална странка и Немачка народна партија су предводиле идеолошки национално-либералну групу. Након Другог светског рата, Странка слободних демократа је преузела фракцију национал-либерала која је до краја 1950-их година била најмасовнија, а од тада идеологију заступају малобројни чланови странке. Већина њих је током 2010-их година прешла у крајње десничарску Алтернативу за Немачку.

### Аустрија
Уставобранитељска партија је током периода Аустроугарске била главна странка националног либерализма, а током међуратног периода, ју је заменила Велико-немачка народна партија. Након другог светског рата, Независно савезништво је било основано као примарна национал-либерална странка у данашњој Аустрији, али већ 1950-их се претвара у Слободарску партију Аустрије. Крајем 1980-их је Јерг Хајдер био изабран за председника странке, што је резултовало да се странка окрене ка десничарском популизму. Већина либерала је формирало Либерални форум, који је током 2010-их прерастао у НЕОС.

### Шведска
У Шведској, либерали су себе описивали као национал-либерале, и чилини су их монархисти и либерални реформисти, који су такође подржавали парламентарне реформе. Шведски либерали су такође подржавали скандинавизам.

### Румунија
Национал-либерална странка у Румунији је основана 1875. године. Председник Клаус Јоханис је члан странке.